# Државни и верски празници у Азербејџану
У Азербејџану постоји неколико државних празника. Државни празници су први пут регулисани уставом Азербејџанске ССР 19. маја 1921. године. Они су сада регулисани Уставом Азербејџана.

## Празници

### Велики празници
| Датум                                                    | Име                                               | Име                                        | Напомене |
| Датум                                                    | Азербејџанско име                                 | Српско име                                 | Напомене |
| -------------------------------------------------------- | ------------------------------------------------- | ------------------------------------------ | --- |
| 1.–2. јануар                                             | Yeni il                                           | Нова Година                                | Траје 2 дана |
| 20. јануар                                               | Qara Yanvar                                       | Црни јануар                                | У спомен на Црни јануар (1990.) када су совјетске трупе ушле у Баку и убиле више од 130 цивила. |
| 8. март                                                  | Qadınlar günü                                     | Међународни дан жена                       | |
| 20.–24. март                                             | Novruz                                            | Новруз                                     | Траје 5 дана |
| 9. мај                                                   | Faşizm üzərinə qələbə günü                        | Дан победе над фашизмом                    | У част победе СССР-а над Нацистичком Немачком током Другог светског рата. |
| 28. мај                                                  | Müstəqillik Günü                                  | Дан независности                           | Оснивање Демократске Републике Азербејџан (1918). |
| 15. јун                                                  | Azərbaycan xalqının Milli Qurtuluş günü           | Дан националног спаса                      | Парламент је позвао Хејдара Алијева у Баку да води земљу (1993). |
| 26. јун                                                  | Azərbaycan Respublikasının Silahlı Qüvvələri günü | Дан оружаних снага Азербејџана             | Обележава оснивање Азербејџанске националне армије 1918. године. |
| 8. новембар                                              | Zəfər Günü                                        | Дан победе                                 | Обиљежава азербејџанску побједу у Другом рату за Нагорно-Карабах 2020., као и у бици код Шуше. |
| 9. новембар                                              | Dövlət Bayrağı günü                               | Дан државне заставе                        | Обиљежава се усвајање заставе Азербејџана 9. новембра 1918. која је службено установљена 9. новембра 2009. као Дан државне заставе. |
| 31. децембар                                             | Dünya Azərbaycanlılarının Həmrəyliyi günü         | Међународни дан солидарности Азербејџанаца | Инспирисан падом Берлинског зида, националистички Народни фронт Азербејџана позвао је и водио уклањање граница између Совјетског Азербејџана и Ирана 31. децембра 1989. Од тада Азери широм свијета славе као Међународни дан солидарности. |
| 1. шевал                                                 | Ramazan Bayramı                                   | Рамазански бајрам                          | Траје 2 дана |
| 10. зул-хиџе (2 мјесеца и 10 дана по завршетку рамазана) | Qurban Bayramı                                    | Курбан-бајрам                              | Траје 2 дана |

### Остали празници
Државни празници у Азербејџану су:
- 30. јануар – Дан азербејџанских обичаја
- 2. фебруар – Дан младости у Азербејџану [6]
- 11. фебруар – Дан службе прихода
- 26. фебруар – Дан сећања на масакр у Хоџалију
- 5. март – Дан физичке културе и спорта
- 23. март – Дан Министарства животне средине и природних ресурса
- 28. март – Дан националне безбедности
- 10. април – Дан грађевинара
- 10. мај – Фестивал цвећа
- 2. јун – Дан цивилног ваздухопловства
- 5. јун – Дан мелиорације
- 18. јун – Дан људских права
- 20. јун – Дан гасног сектора
- 2. јул – Дан полиције Азербејџана
- 9. јул – Дан службеника дипломатске службе
- 22. јул – Дан државне штампе у Азербејџану
- 1. август – Дан азербејџанског језика и писма
- 2. август – Национални дан азербејџанске кинематографије
- 15. септембар – Дан знања
- 18. септембар – Дан народне музике
- 20. септембар – Дан нафте Азербејџана / Дан нафтних радника [7]
- 27. септембар – Дан сећања у Азербејџану
- 1. октобар – Дан тужиоца у Азербејџану [8]
- 13. октобар – Дан железнице Азербејџана
- 18. октобар – Дан обнове независности
- 6. новембар – Дан запослених у метроу Баку
- 12. новембар – Дан устава Азербејџана
- 17. новембар – Дан народног препорода
- 22. новембар – Дан правде Азербејџана
- 6. децембар – Дан Министарства комуникација и информационих технологија Азербејџана
- 12. децембар – Дан сећања на Хејдара Алијева
- 16. децембар – Дан азербејџанског Министарства за ванредне ситуације

## Вјерски празници
Само празници Рамазан и Курбан остају као нерадни вјерски дани у Азербејџану јер је земља изразито секуларна и нерелигиозна. Вјерско становништво земље, углавном у Нардарану и низу других села и регија, слави Ноћ Ашуре, шиитски дан жалости у исламском календару. Вјерске мањине у земљи – углавном православни кршћани и јевреји – такођер славе значајне вјерске дане своје вјере. Упркос чињеници да празник Новруз вуче коријене из религије зороастризма, готово сви Азербејџанци га славе као празник прољећа.